# Алатырское отделение Казанской железной дороги
Алатырское отделение Казанской железной дороги — предприятие железнодорожного транспорта, производственное звено Казанской железной дороги. Обслуживаемые им участки железной дороги находились на территории Чувашской АССР, Мордовской АССР и Горьковской области.
Образовано в соответствии с приказом НКПС от 14 мая 1936 года № 63/Ц «О разукрупнении отделений службы эксплуатации». В его состав вошли участок Арзамас I — Красный Узел — Канаш (искл.), ранее бывшие частью Рузаевского отделения Московско-Казанской железной дороги. На территории отделения действовали три дистанции пути (ПЧ-3 Арзамас /частично/, ПЧ-13 Красный Узел, ПЧ-14 Алатырь), гражданские сооружения находились в ведении НЖЧ-2 Алатырь. При станциях Алатырь, Арзамас I, Красный Узел, Лукоянов действовали школы, в которых на 1937 год обучались 2472 человека. На момент создания граничила на северо-востоке с Юдинским отделением Казанской железной дороги, на северо-западе с Муромским отделением той же дороги, на юге — с Рузаевским отделением Ленинской железной дороги. 
По состоянию на 1955 год на отделении имелась 21 станция, в том числе 6 станций 2-го класса (Арзамас I, Атяшево, Ибреси, Алатырь, Красный Узел, Лукоянов).
Приказом начальника Казанской железной дороги № 370/н от 20 июля 1955 года упразднено, участок Арзамас I — Красный Узел исключительно передан Муромскому отделению, а участок Красный Узел включительно — Канаш исключительно передан Сергачскому отделению, тем же приказом переименованному в Канашское.